# Füzuli
Füzuli (in armeno: Վարանդա, trasl. in Varanda), è un comune dell'Azerbaigian ed è capoluogo dell'omonimo distretto. 
Nell'agosto 1993, durante la prima guerra, la città fu occupata dagli armeni, divenendo parte della regione di Hadrut dell'Artsakh.
Nel 2020 ritornò sotto l'effettivo controllo azero durante la seconda guerra del Nagorno Karabakh.

## Storia

### Dominio russo
La città era conosciuta come Qarabulaq fino al 1827 quando fu ribattezzata Karyagino in onore del colonnello Pavel Karyagin. Fu amministrato come parte dell'uezd di Dzhebrail dell'Impero russo.
La città fu ribattezzata Füzuli in onore del poeta Fuzuli nel 1959. Durante gli anni sovietici, la città fu il centro amministrativo del rajon di Füzuli della RSS Azera. Secondo il censimento del 1979, 13.091 persone vivevano nella città, di cui l'87% erano azeri e il 7,4% russi e ucraini. La popolazione è salita a 17.090 nel 1989.

### Occupazione armena
Durante la prima guerra del Nagorno Karabakh, la città fu catturata dalle forze armene il 23 agosto 1993. Tutti i circa 17.000 abitanti della città furono espulsi con la forza e la città fu trasformata in una città fantasma. La città fu completamente distrutta e minata dopo la sua cattura da parte delle forze armene. Successivamente, divenne parte della regione di Hadrut dell'autoproclamata Repubblica dell'Artsakh e la città fu ribattezzata Varanda (armeno: Վարանդա) durante l'occupazione.

### Ritorno al controllo azero
Nel contesto della guerra nel Nagorno Karabakh del 2020 il 17 ottobre 2020 il presidente dell'Azerbaigian, Ilham Aliyev ha dichiarato che l'esercito azero aveva ripreso il controllo della città. Il giorno successivo il ministero della Difesa azero ha pubblicato un video da Füzuli che mostrava i soldati azeri che alzavano la bandiera azera nel centro della città.

### Ricostruzione
Come parte di un imponente progetto di ricostruzione, il presidente azero ha annunciato il piano per la costruzione di una nuova autostrada per Shusha via Fuzuli, durante la sua visita del 16 novembre 2020 alle rovine della città. Il processo è stato avviato con effetto immediato, e notizie di stampa suggeriscono che la nuova autostrada a più corsie da 101 km dovrebbe essere completata entro la metà del 2022.
Il 5 gennaio 2021, il presidente azero Ilham Aliyev ha annunciato che era prevista la costruzione di un aeroporto internazionale vicino a Füzuli, aperto il 26 ottobre 2021. Quattro giorni dopo, è stato annunciato anche il piano per una ferrovia Füzuli-Shusha.

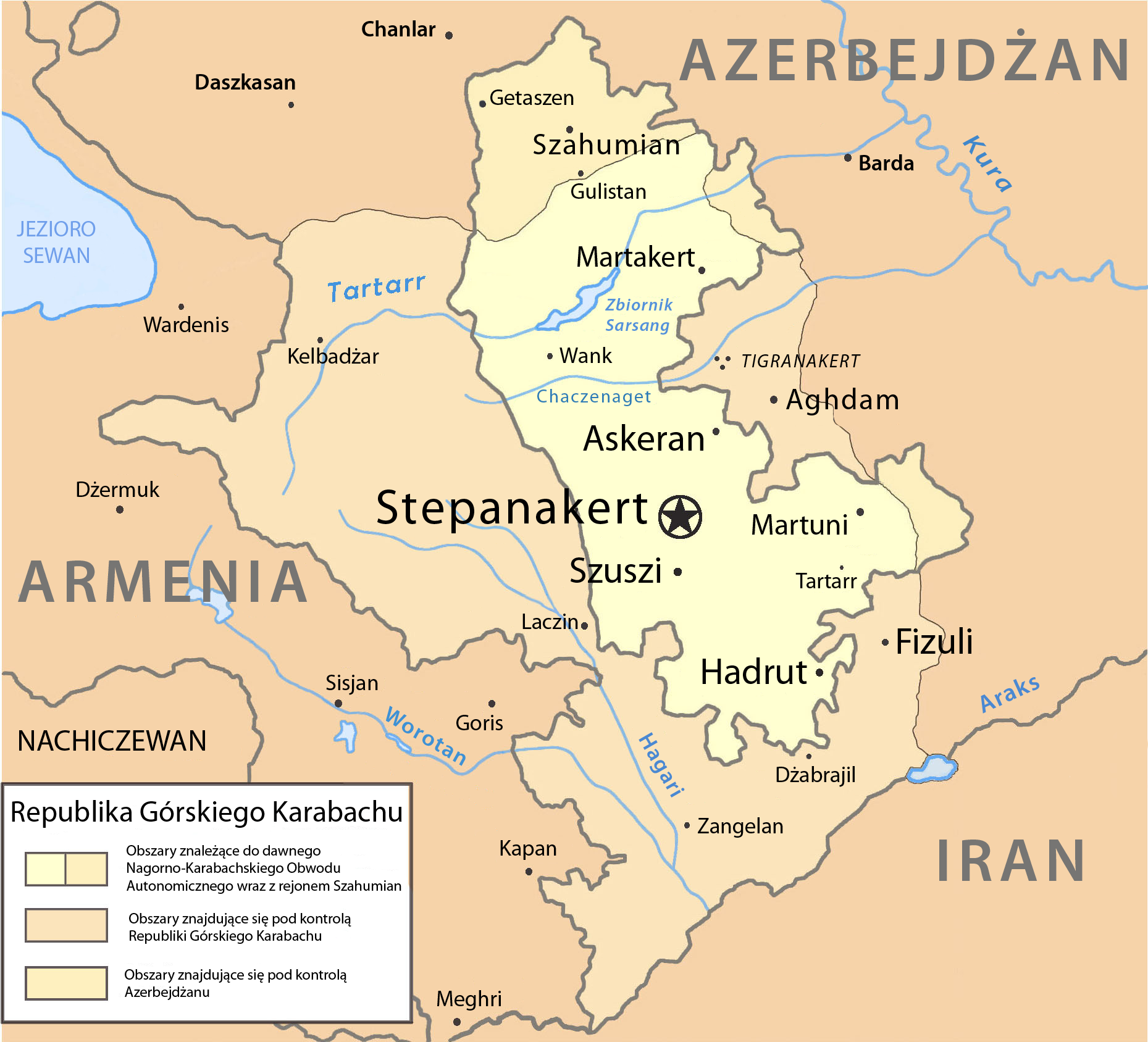
Nella mappa del Nagorno Karabakh la città di Varanda (Fizuli) in basso a destra.

## Galleria d'immagini

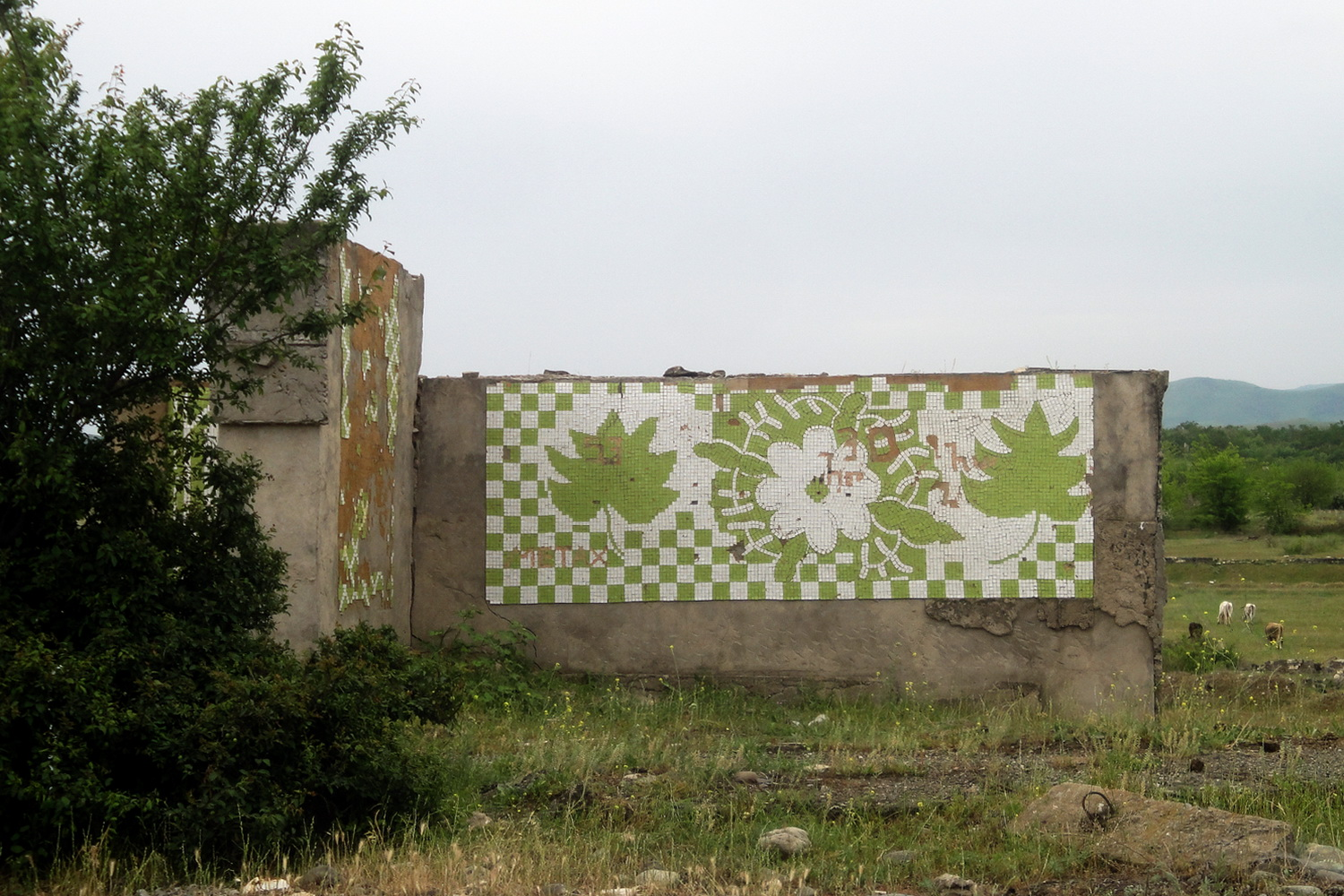
I resti di una fermata d'autobus
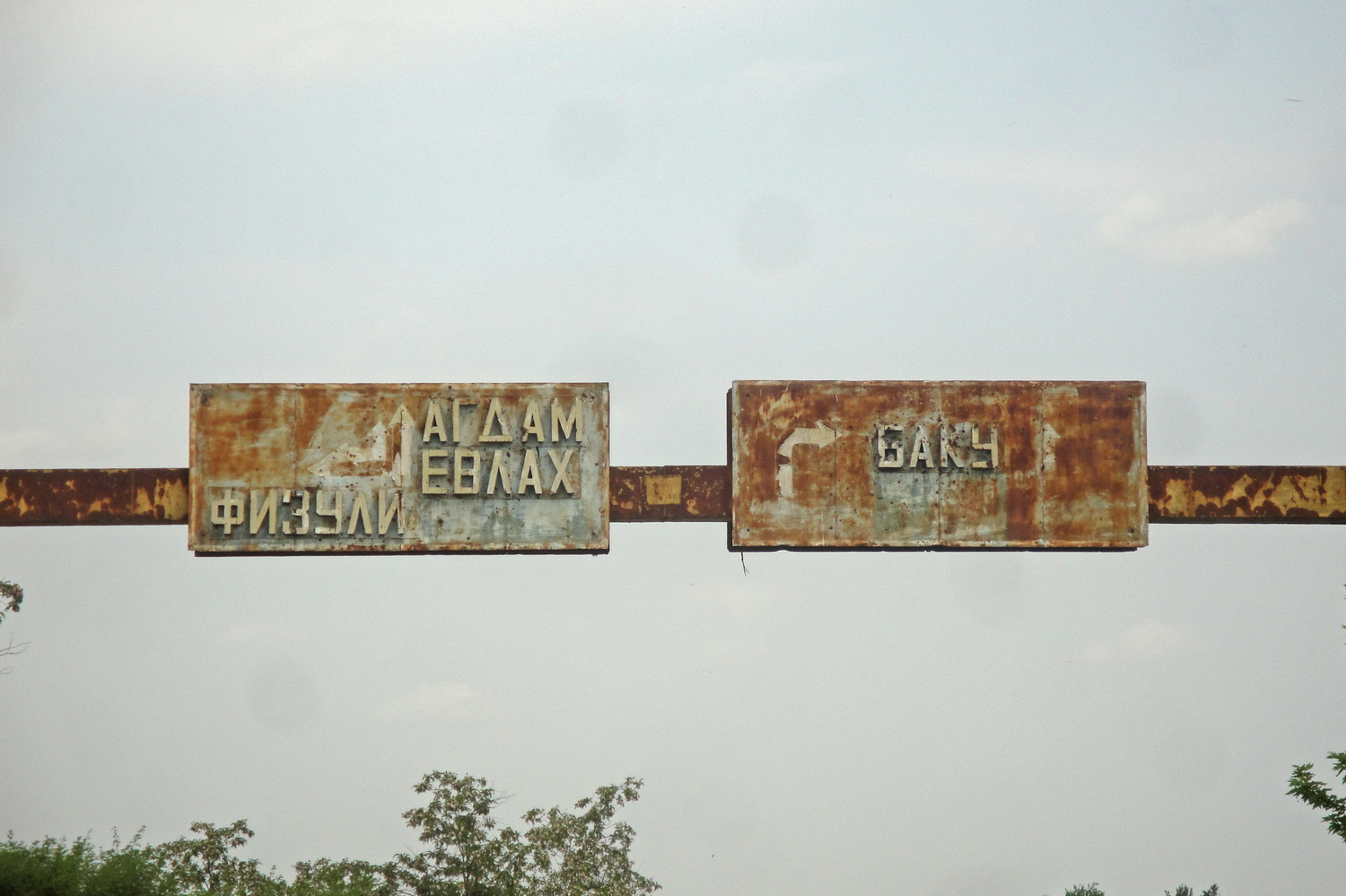
Cartelli stradali
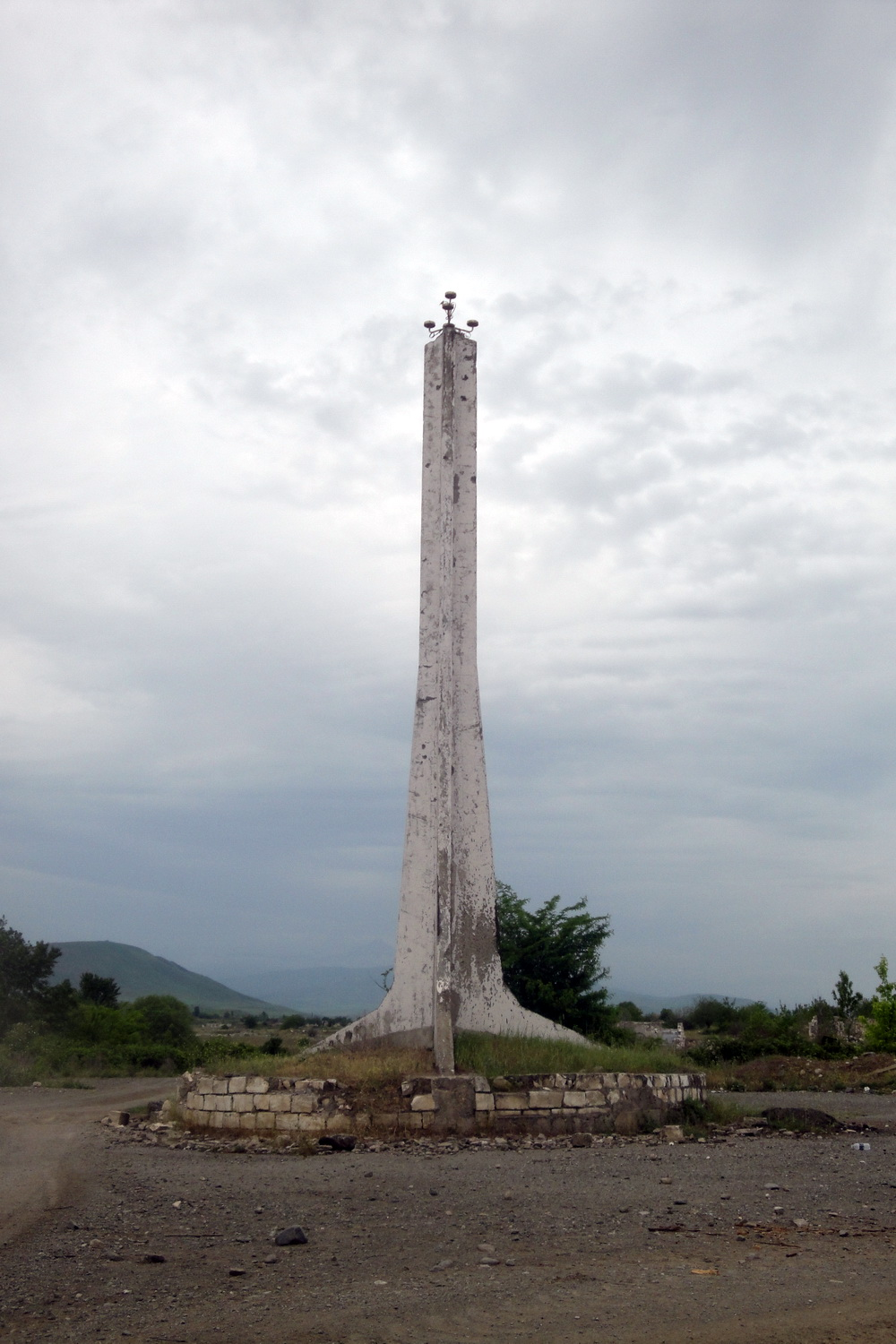
Lungo la strada per Varanda